# Фалішовиці (Свентокшиське воєводство)
Фалішовиці (пол. Faliszowice) — село в Польщі, у гміні Самбожець Сандомирського повіту Свентокшиського воєводства.
Населення — 183 особи (2011).
У 1975-1998 роках село належало до Тарнобжезького воєводства.

## Демографія
Демографічна структура на день 31 березня 2011 року:
|          | Загалом | Допрацездатний вік | Працездатний вік | Постпрацездатний вік |
| -------- | ------- | ------------------ | ---------------- | -------------------- |
| Чоловіки | 97      | 20                 | 62               | 15                   |
| Жінки    | 86      | 14                 | 45               | 27                   |
| Разом    | 183     | 34                 | 107              | 42                   |